# Liste der Monuments historiques in Clémery
Die Liste der Monuments historiques in Clémery führt die Monuments historiques in der französischen Gemeinde Clémery auf.

## Liste der Immobilien
| Bezeichnung        | Beschreibung                                                                 | Standort                | Kennzeichnung | Schutzstatus | Datum | Bild |
| ------------------ | ---------------------------------------------------------------------------- | ----------------------- | ------------- | ------------ | ----- | ---- |
| Château de Clémery | Burganlage, 15. Jahrhundert, im 18. und 19. Jahrhundert zum Schloss umgebaut | 5 rue du Château (Lage) | PA00106011    | Inscrit      | 1986  |      |

## Liste der Objekte
| Bezeichnung                          | Beschreibung                             | Standort                     | Kennzeichnung | Schutzstatus | Datum | Bild |
| ------------------------------------ | ---------------------------------------- | ---------------------------- | ------------- | ------------ | ----- | ---- |
| Skulptur Heiliger Lupus              | Stein, farbig gefasst, 16. Jahrhundert   | in der Kirche St-Loup (Lage) | PM54000146    | Classé       | 1965  |      |
| Skulptur Allegorie des Glaubens      | Stein, erste Hälfte des 17. Jahrhunderts | in der Kirche St-Loup (Lage) | PM54000148    | Classé       | 1984  |      |
| Skulptur Allegorie der Nächstenliebe | Stein, erste Hälfte des 18. Jahrhunderts | in der Kirche St-Loup (Lage) | PM54000147    | Classé       | 1978  |      |